# 胶州湾租借地

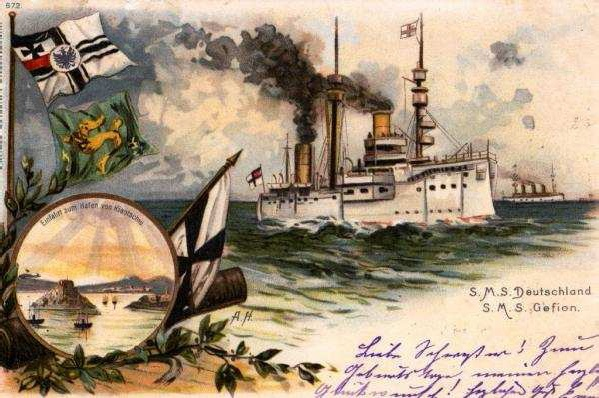
1899年的一张明信片，描绘了当年正在驶入胶州湾的两艘德国战舰

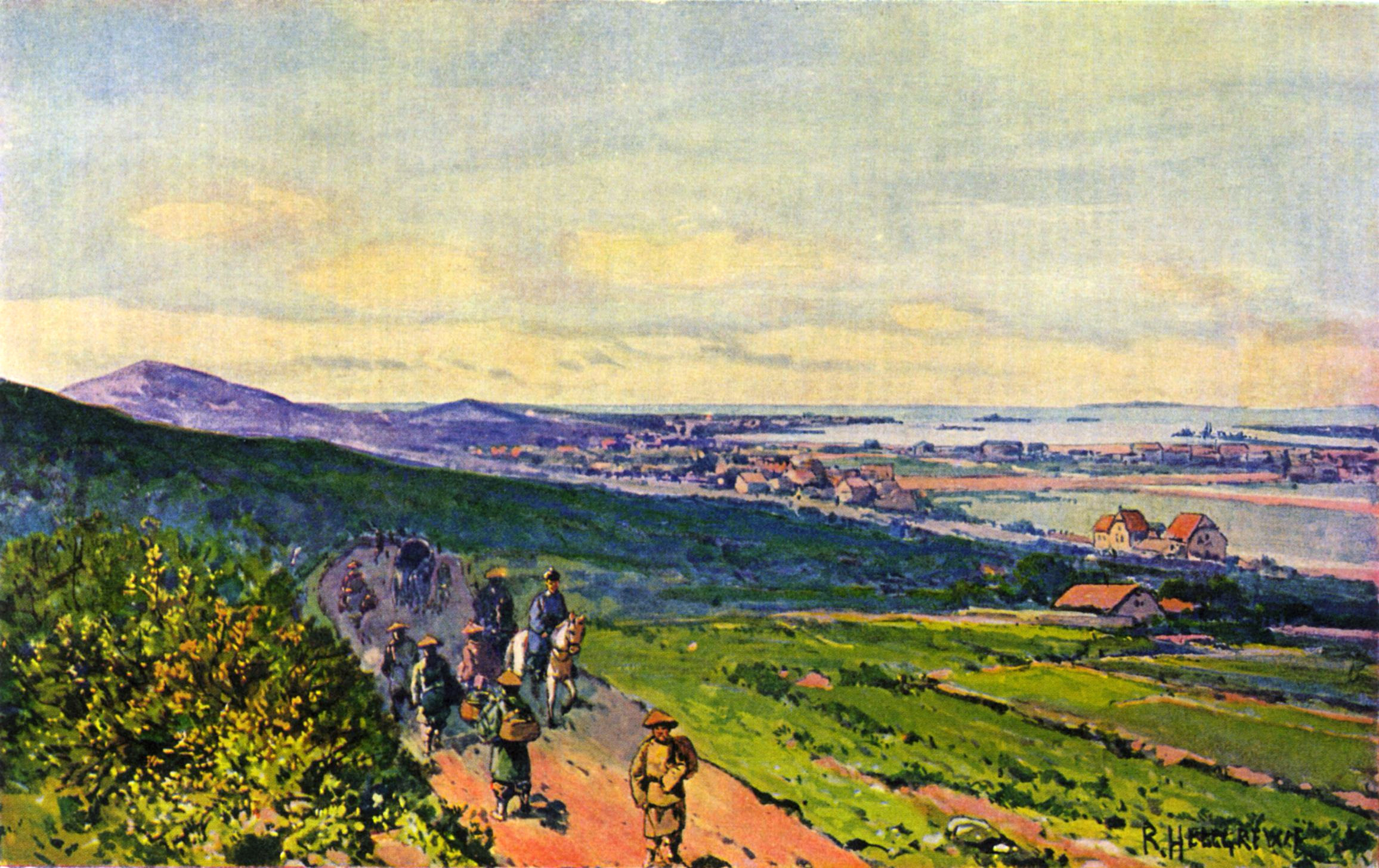
德国租借时期的胶州湾

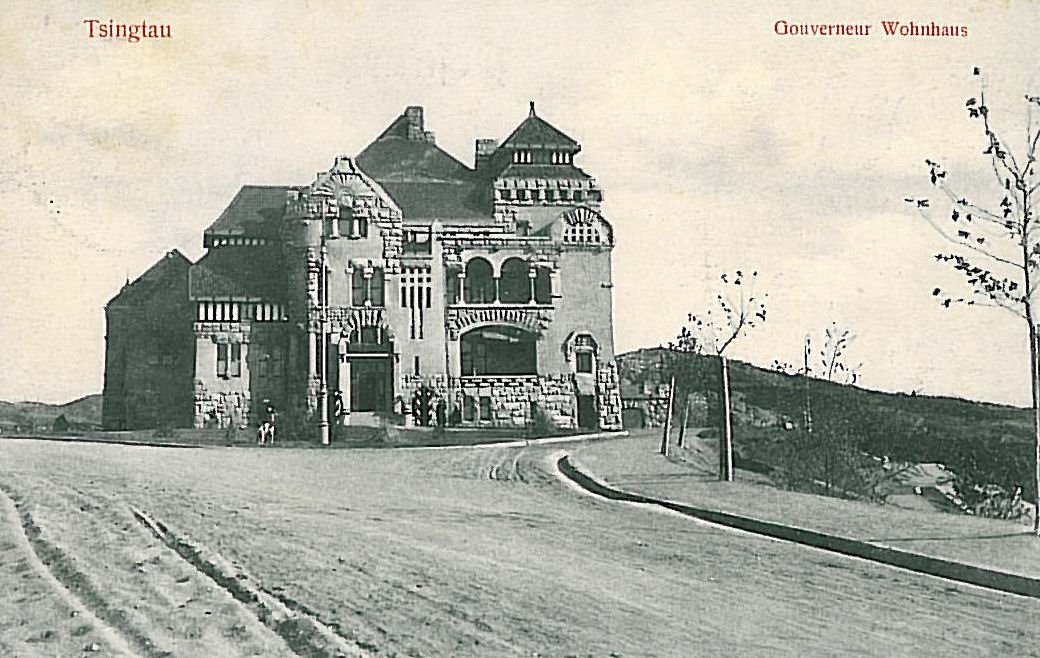
膠澳德租界总督官邸

德国帝国海军旗，兼做租借地民用旗

胶州湾租借地，正式名稱為胶州保护领（德語：Schutzgebiet Kiautschou），或称胶澳租借地、德属胶州湾，是德意志帝國于1898年在清朝山東省设立的租借地，包含胶东半岛胶州湾（膠澳）周边地区，总面积552平方公里。行政中心（首府总督府）位于青岛。1914年由日本军事占领，称膠州湾租借地。
租借地设立时，德国当局基于“膠州”一词进行该处地名的翻译，德文写作，英文写作、或。中国人为避免与清朝政府管轄下的“胶州”相混淆，一律译作“胶澳”。

## 历史

### 背景
德国是帝国主义在全球范围内争夺殖民地的相对较晚者。德国欲在中国建立其殖民地有双重目的：一是作为支持全球海军存在的加煤站，二是满足人们认为德意志殖民帝国将支持母国经济的想法。人口稠密的中国被视为一个可以开发的潜在市场，马克斯·韦伯等思想家要求政府采取积极的殖民政策。特别是中国的开放被高度重视，因为它被认为是世界上最重要的非欧洲市场。
然而，没有全球军事影响的世界政策（Weltpolitik）似乎是行不通的，鉴于英国的强大力量来自其海军，德国人也决意建立一个同样强大的舰队。这支舰队会在和平时期通过炮舰外交服务于德国的利益，而在战争时期则通过商业袭击来保护德国的贸易路线并破坏敌对路线。模仿英国，全球海军基地网络是实现这一意图的关键要求。
为了直接复制英国的香港殖民地，德国在中国获得一个港口从一开始就是为了成为一个模范殖民地：所有的设施、行政管理、周围的基础设施及其利用都是为了向中国人展示德意志民族本身，和其他殖民大国有效的殖民政策。

### 德国占领、租借
1860年，一支普鲁士远征舰队抵达亚洲，探索胶州湾一带，次年签订了《北京条约》。在 1868 年至 1871 年间到中国旅行后，地理学家李希霍芬男爵推荐胶州湾作为可能的海军基地。 1896年，时任东亚分舰队司令的少将亲自考察了该地区以及中国的另外三个地点，决意建立海军基地。 少将之后东亚取代提尔皮茨，将重点放在胶州湾，尽管柏林海军部尚未正式确定基地位置。

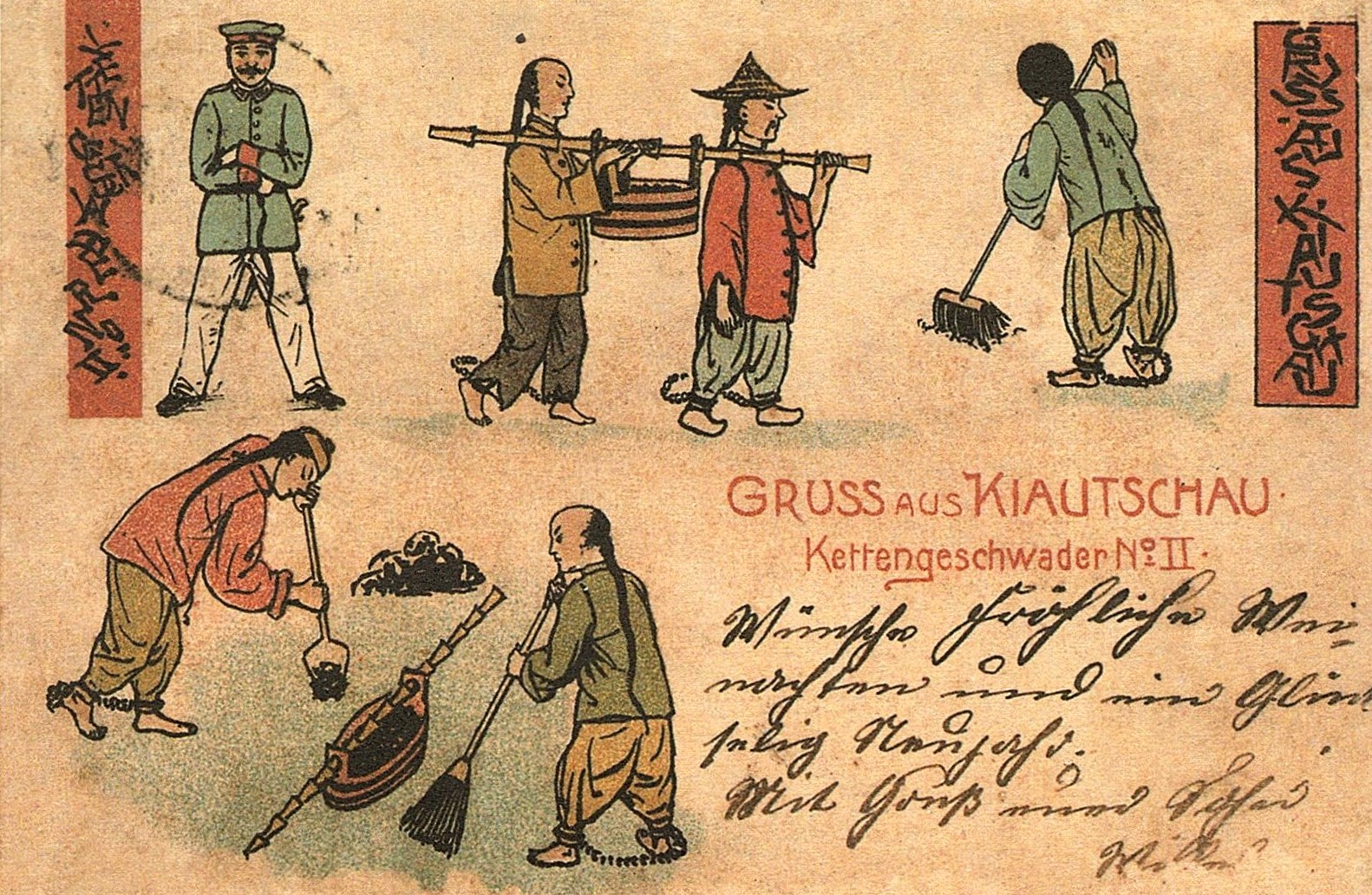
中国人在德国殖民地戴着镣铐工作的明信片

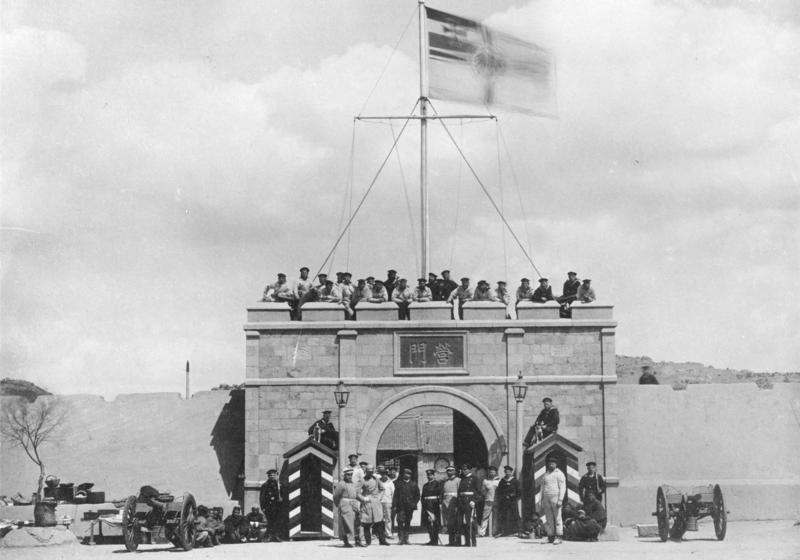
德意志帝國海軍佔領清軍青島砲兵營的正門

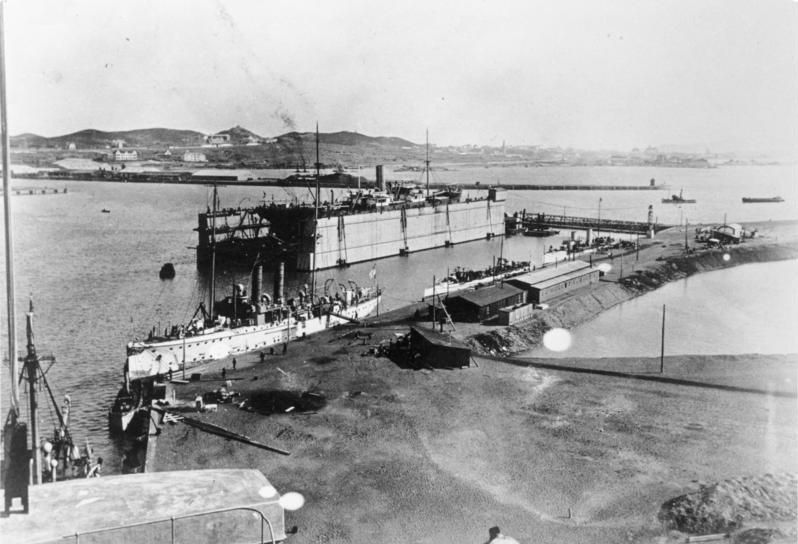
德軍在青島的船塢（約1907年）

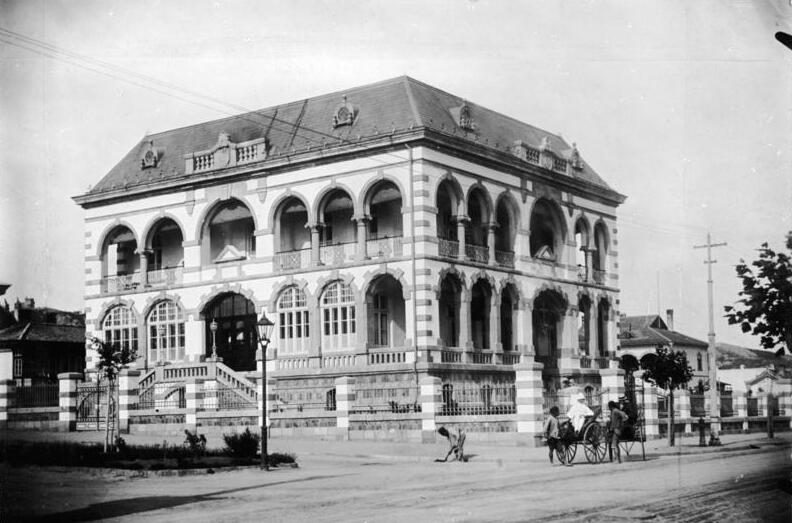
1914年的德華銀行青島分行，後為日本領事館

德國於干涉還遼之後曾想和清政府租借港灣，但遭清政府拒絕。1897年，两名德国传教士在山东省曹州府巨野县被杀，被稱為巨野教案。1897年11月14日，德國以巨野教案为由，出兵占据胶澳地区。1898年3月6日德國与清政府签订《胶澳租借条约》，租期99年，胶澳成為德意志帝國海軍東亞分艦隊的主要基地。

### 一戰以後
第一次世界大戰爆發後，日本、英國聯軍於1914年11月發動青島戰役擊敗德軍，日本占领胶澳地区。 

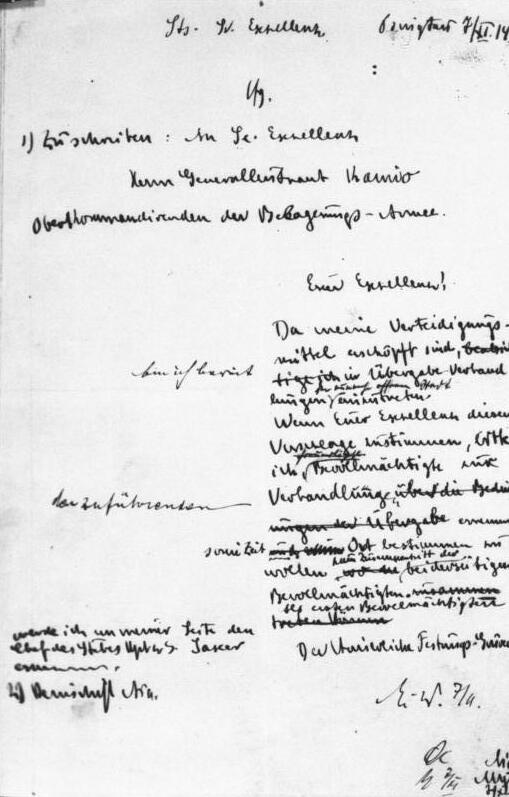
1914年11月，末代德国胶澳总督麦尔瓦德克写的投降申请书草案

第一次世界大戰宣告結束後，於1919年1月18日召开的巴黎和会上，中国作為戰勝國之一，提出返还青岛以及山东权益，遭到日本拒绝，《凡爾賽條約》將包括膠州灣在內的德國租借地交給日本，中国因此爆发了五四运动抗議，中国代表团也拒绝在《凡爾賽條約》上签字。1921年11月12日华盛顿会议开幕，中国原想在会中解决山东问题的计划落空，中日双方改为在会外解决山东问题。中日双方经过两个月谈判，于1922年2月4日签署解决山东问题的《解决山东悬案条约》，规定日本交还青岛。12月10日，中国政府正式收回青岛，1923年5月2日胶济铁路也接收完毕。

## 行政

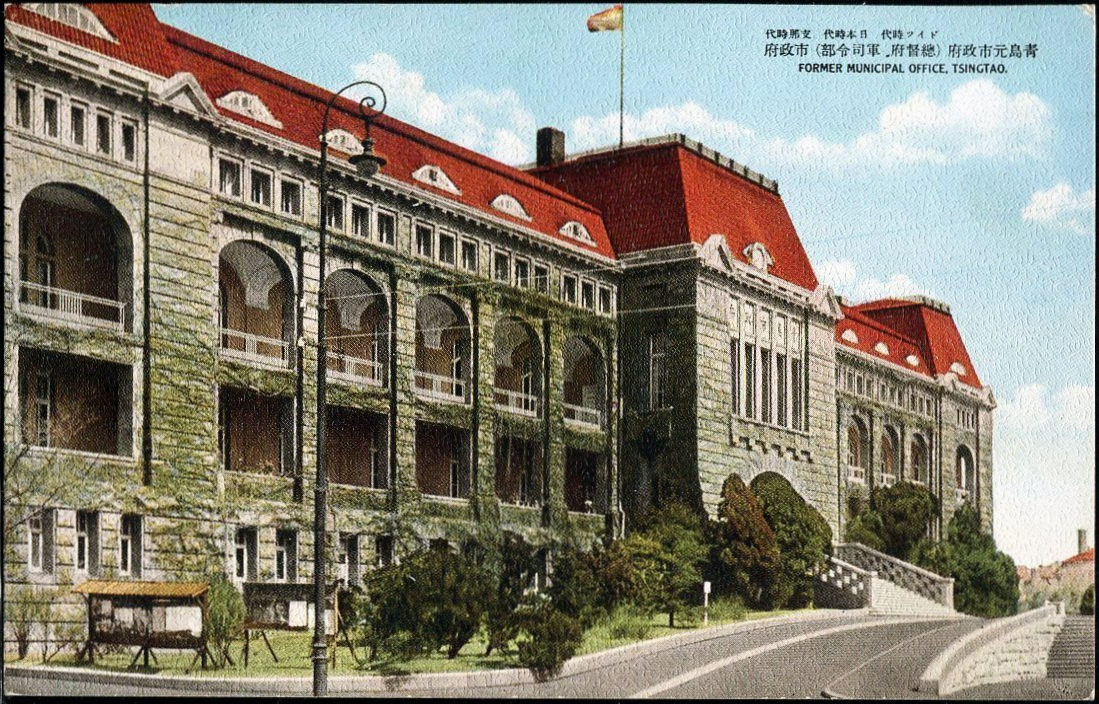
明信片：德国胶澳总督府

### 行政组织
由于这片领土严格来说不是殖民地而是租借地，而且由于它对德国海军的重要性，它没有置于国家殖民地办公室（Reichskolonialamt）的监督之下，而是置于国家海军办公室（Reichsmarineamt，RMA［孫立新譯本稱「帝國海軍署」］）的监督之下。
在领土的顶端是总督（所有五位官员都是高级海军军官），他直接隶属于 RMA的国务部长。州长是军事行政部门（由参谋长和副州长管理）和民政部门（由民政专员（Zivilkommissar）管理）的负责人。 胶州湾的其他重要官员是港口建设的官员，1900年后的首席法官和中国事务专员。领土政府委员会（Gouvernementsrat）和1902年之后的中国委员会建议总督。财政、建设、教育和医疗等部门直接隶属于总督，因为这些对于模范殖民地的想法至关重要。
为了胶州湾实现现代化，德国投资超过1亿美元。曾经贫困的青岛渔村变得街道宽阔，房屋坚固。政府大楼、电气化、下水道系统和安全的饮用水供应，这在当时和后来的亚洲大部分地区都是罕见的。该地区是東亞大陸学校密度最高、人均学生入学率最高的地区，其中小学、中学和职业学校由德意志帝國财政部和新教和罗马天主教会资助。
随着经济活动和公共工程的扩大，德国银行开设了分支机构，其中德华银行最为突出。1910年建成胶济铁路，得以与西伯利亚大铁路连接，因而人们得以乘坐火车从青岛到达柏林。 
1911年辛亥革命后，由于膠澳环境安全有序，许多富有的華人和前清官员在此租借地定居。1912年孙中山亲临青岛时说：“…青岛使我印象深刻。这座城市是中国未来的真正典范。”

### 历任总督
| 任期                   | #                      | 姓名                        | 肖像                   | 任期                           | 职务                   | 军衔                                                                                        | 備注                                                |                        |                        |                        |                        |
| 駐軍司令管理膠州灣時期 | 駐軍司令管理膠州灣時期 | 駐軍司令管理膠州灣時期      | 駐軍司令管理膠州灣時期 | 駐軍司令管理膠州灣時期         | 駐軍司令管理膠州灣時期 | 駐軍司令管理膠州灣時期                                                                      | 駐軍司令管理膠州灣時期                              | 駐軍司令管理膠州灣時期 | 駐軍司令管理膠州灣時期 | 駐軍司令管理膠州灣時期 | 駐軍司令管理膠州灣時期 |
| ---------------------- | ---------------------- | --------------------------- | ---------------------- | ------------------------------ | ---------------------- | ------------------------------------------------------------------------------------------- | --------------------------------------------------- | ---------------------- | ---------------------- | ---------------------- | ---------------------- |
| （東亞分艦隊司令）     | （東亞分艦隊司令）     | 棣德利 Otto von Diederichs  |                        | 1897年11月 - 1898年1月         | 德國東亞分艦隊司令     | 海军少将                                                                                    |                                                     |                        |                        |                        |                        |
| （駐膠澳德軍司令）     | （駐膠澳德軍司令）     | 都沛禄 Oskar Truppel        |                        | 1898年1月 - 1898年4月          | 駐膠澳德軍司令         | 海军中校                                                                                    | 隸屬東亞分艦隊，後來成為第3任膠澳總督               |                        |                        |                        |                        |
| 膠澳總督               |                        |                             |                        |                                |                        |                                                                                             |                                                     |                        |                        |                        |                        |
| 1                      | 1                      | 罗绅达 Carl Rosendahl       |                        | 1898年4月 - 1899年2月19日      | 胶澳总督               | 海军上校                                                                                    | 德國政府正式任命的首任總督                          |                        |                        |                        |                        |
| 2                      | 2                      | 叶世克 Otto Jäschke         |                        | 1899年2月19日 - 1901年1月27日  | 胶澳总督               | 海军上校                                                                                    | 任內去世                                            |                        |                        |                        |                        |
| 2                      | （代理）               | 罗尔曼 Max Rollmann         |                        | 1901年1月27日 - 1901年6月8日   | 代理胶澳总督           | 海军上校                                                                                    | 都沛祿到達青島履新前代理總督職務                    |                        |                        |                        |                        |
| 3                      | 3                      | 都沛禄 Oskar Truppel        |                        | 1901年6月8日 - 1911年5月14日   | 胶澳总督               | 海军上校 海軍少將(1905年4月3日晉升) 海軍中將(1907年9月17日晉升) 海軍上將(1911年1月27日晉升) | 自願辭職，曾任駐膠澳德軍司令                        |                        |                        |                        |                        |
| 3                      | （代理）               | 师孟 Ernst van Semmern      |                        | 1905年2月11日 - 1906年8月21日  | 代理胶澳总督           | 海军上校                                                                                    | 暫代回國休假的都沛祿總督職務                        |                        |                        |                        |                        |
| 3                      | （代理）               | 麥維德 Alfred Meyer-Waldeck |                        | 1909年4月6日 - 1910年4月2日    | 代理膠澳總督           | 海軍上校                                                                                    | 暫代回國休假的都沛祿總督職務，後來成為第4任膠澳總督 |                        |                        |                        |                        |
| 3                      | （代理）               | 威廉·赫普夫納               |                        | 1911年5月14日 - 1911年11月22日 | 代理膠澳總督           |                                                                                             | 麥維德到達青島履新前代理總督職務                    |                        |                        |                        |                        |
| 4                      | 4                      | 麦维德 Alfred Meyer-Waldeck |                        | 1911年11月22日 - 1914年11月7日 | 胶澳总督               | 海军上校                                                                                    | 青島戰役後被俘                                      |                        |                        |                        |                        |